# 太甬高速动车组列车

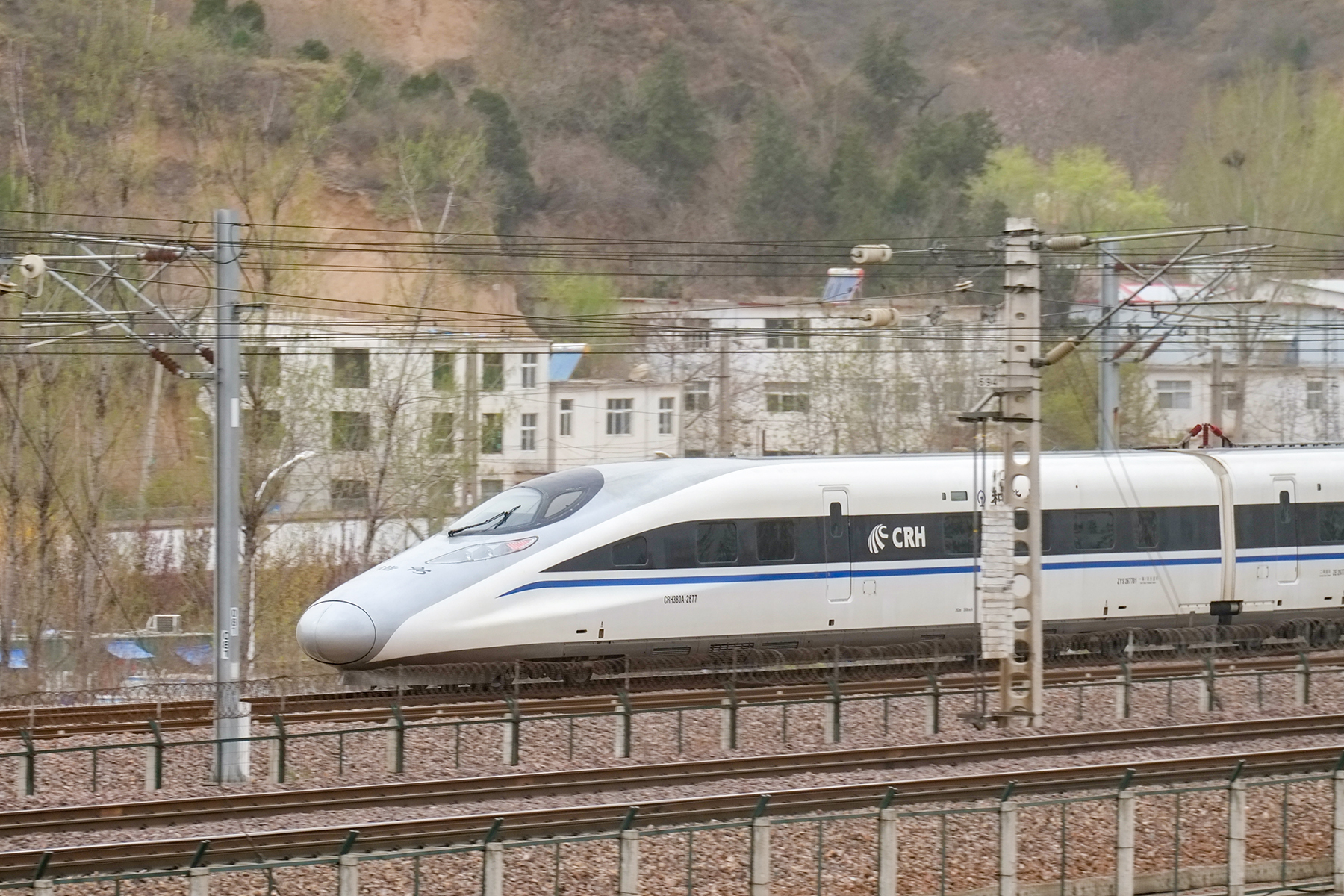
CRH380A型电力动车组第2677号担当的G3136次于郑焦城际铁路黄河大桥南端

太甬高速动车组列车是中国铁路运行于山西省省会太原市太原南站及浙江省宁波市宁波站的高速动车组列车，现每日开行1对列车，途径山西省、河南省、安徽省、浙江省四省，客运里程1613公里，列车客运乘务由太原局集团太原客运段担当。其中太原南站至宁波站运行9小时21分，使用车次为G3135/3138次，宁波站至太原南站运行10小时35分，使用车次为G3136/3137次。

## 历史
2021年1月20日，配合郑太高速铁路焦作至太原南段开通，新增太原南~宁波G3135/3138、G3136/3137次列车。

## 使用列车
本对列车使用配属于太原局集团太原动车运用所的CRH380A。